# 绥化站
绥化站位于中国黑龙江省绥化市北林区，始建于1928年，有滨北铁路和绥佳铁路通过，由中国铁路哈尔滨局集团有限公司管辖，为一等站。
绥化站为客货横列式一级二场区段站。其中到发场设13条股道，包括2条正线（滨北下行线，滨北上行线与绥佳下行线贯通）、1座基本站台和1座中间站台，通过宽6米的天桥连接；调车场设12条股道，其中1条为尽头式调车线。机务折返段位于站西咽喉绥佳线上、下行正线间，绥佳上行线折返段后从西咽喉侧股引入车站。客车整备所和一货场位于车站西南侧，二货场位于西北侧，站修所位于调车场北侧。